# Séverin Tapé Zogbo
Séverin Tapé Zogbo – iworyjski piłkarz grający na pozycji obrońcy. W swojej karierze grał w reprezentacji Wybrzeża Kości Słoniowej.

## Kariera reprezentacyjna
W 1980 roku Tapé Zogbo został powołany do reprezentacji Wybrzeża Kości Słoniowej na Puchar Narodów Afryki 1980. Zagrał w nim w dwóch meczach grupowych: z Nigerią (0:0) i z Tanzanią (1:1).